# Вибори до Європейського парламенту в Естонії 2019
Вибори до Європейського парламенту в Естонії пройшли 26 травня 2019 року. На виборах обрана естонська делегація, що складається з 6 депутатів. Це були четверті вибори до Європарламенту в країні. Якби Велика Британія вчасно вийшла з ЄС, кількість євродепутатів від Єстонії збільшилася б до семи, але Британія не вситгла вийти й вибори проводилися за старим розподілом місць.

## Результати
| ← 2014 • 2019 • 2024 → |                                     |                    |                     |        |        |       |       |     |
| Партія                 | Партія                              | Європейська партія | Головний кандидат   | Голоси | %      | +/–   | Місця | +/– |
|                        | Партія реформ (RE)                  | АЛДЄ               | Кая Каллас          | 87 158 | 26.2   | 1.9 ▲ | 2 / 6 | 0 ▬ |
|                        | Соціал-демократична партія (SDE)    | ПЕС                | Євген Осіновський   | 77 384 | 23.3   | 9.7 ▲ | 2 / 6 | 1 ▲ |
|                        | Центристська партія (KESK)          | АЛДЄ               | Юрі Ратас           | 47 819 | 14.4   | 8.0 ▼ | 1 / 6 | 0 ▬ |
|                        | Консервативна Народна партія (EKRE) | ЄНС                | Март Хельме         | 42 268 | 12.7   | 8.7 ▲ | 1 / 6 | 1 ▲ |
|                        | Вітчизна (IRL)                      | ЄНП                | Хелір-Валдор Сеедер | 34 189 | 10.3   | 3.6 ▼ | 0 / 6 | 1 ▼ |
|                        | Раймонд Кальюлайд                   | -                  |                     | 20 643 | 6.2    | нов   | 0 / 6 | 0 ▬ |
|                        | Інші                                | Інші               | Інші                |        |        | –     |       |     |
|                        |                                     |                    |                     |        |        |       |       |     |
| Не дійсні              |                                     |                    |                     |        |        |       |       |     |
| Разом                  | Разом                               | Разом              | Разом               |        | 100.00 | –     | 6 / 6 | 0 ▬ |
| Явка                   |                                     |                    |                     |        |        |       |       |     |

### Європейські фракції
| Європейська фракція | Європейська фракція                          | Європейська фракція | Місця 2014 | Місця 2019 | Зміни |
|                     | Альянс лібералів і демократів за Європу      | ALDE                | 3          | 3          | 0 ▬   |
|                     | Прогресивний альянс соціалістів і демократів | S&D                 | 1          | 2          | 1 ▲   |
|                     | Європа націй і свобод                        | ENF                 | 0          | 1          | 1 ▲   |
|                     | Європейська народна партія                   | EPP                 | 1          | 0          | 1 ▼   |
|                     | Зелені — Європейський вільний альянс         | Greens-EFA          | 1          | 0          | 1 ▼   |
|                     | Незалежні депутати Європейського парламенту  | Незалежні           | 0          | 0          | 0 ▬   |
| Усього              | Усього                                       | Усього              | 6          | 6          | 0 ▬   |